# Атанасій (Крупецький)
Єпископ Атана́сій Крупе́цький (у світі Олекса́ндр Крупе́цький, пол. Atanazy Krupecki; 1570 — 6 травня 1652, Валява, Польща) — єпископ Руської унійної церкви; з 1610 року єпископ Перемиський, Самбірський і Сяноцький.

## Життєпис
Походив із римо-католицької шляхти, маєтності якої були в Луцькому та Володимирському повітах, а також у Мстиславському воєводстві.
Перед номінацією якийсь час був урядником королівської канцелярії.
20 червня 1610 року Атанасій Крупецький був висвячений митрополитом Іпатієм Потієм на єпископа Перемиського після смерті єпископа Михайла Копистинського, який не прийняв унії. Таким чином, він став першим унійним єпископом Перемишля.
1612 року прибув до Сяніка по дорозі на Закарпаття, куди його запросив Дьйордь ІІІ Друґет. 1612 року православні мешканці міста заборонили своєму наміснику о. Андрію виконувати розпорядження єпископа А. Крупецького.
Резиденцією Атанасія був Преображенський монастир у Перемишлі.